# Burschenschaftliche Gemeinschaft
Die Burschenschaftliche Gemeinschaft in DB und DBÖ (BG) ist ein Zusammenschluss von aktuell 36 Burschenschaften aus Deutschland und Österreich, die jeweils einem der Verbände Deutsche Burschenschaft (DB), Deutsche Burschenschaft in Österreich (DBÖ) und Conservativer Delegierten Convent (CDC) angehören. Die Burschenschaftliche Gemeinschaft (BG) vertritt einen völkischen Nationalismus und wird als rechtsextrem eingestuft. Vereinzelte in der BG organisierte Burschenschaften werden vom Verfassungsschutz beobachtet.

## Geschichte
Die Burschenschaftliche Gemeinschaft in DB und DBÖ (BG) wurde am 15. Juli 1961 auf dem Haus der Münchner Burschenschaft Danubia unter Federführung der Burschenschaft Alania Aachen von 42 Burschenschaften aus der Bundesrepublik Deutschland und der Republik Österreich gegründet. Dies erfolgte in Reaktion auf einen kurz vorher stattgefundenen Burschentag in Nürnberg, auf dem die Anträge zur Wiedervereinigung der beiden Verbände Deutsche Burschenschaft (DB) und Deutsche Burschenschaft in Österreich (DBÖ) nicht die erforderliche Mehrheit gefunden hatten. Entgegen dem abgelehnten Antrag haben die Gründungsmitglieder der BG „die angestrebte Wiedervereinigung de facto vollzogen“. Das Gründungsprotokoll der BG beginnt mit den Worten: „Die Burschenschaften der Burschenschaftlichen Gemeinschaft bekennen sich zum volkstumsbezogenen Vaterlandsbegriff als dem historischen Vaterlandsbegriff der Urburschenschaft“.
Mit dem Historischen Kompromiss 1971 konnte das Ziel der BG, die Aufnahme von österreichischen Burschenschaften in die DB, erreicht werden. Im Gegenzug wurde das pflichtschlagende Prinzip als Verbandsprinzip der DB abgeschafft. Die BG hält strikt an der Pflichtmensur fest und vertritt eine strenge verbandliche Geschlossenheit. In den folgenden Jahren und Jahrzehnten verließen viele (Gründungs-)Burschenschaften die BG, da diese in deren Augen ihre Aufgabe erfüllt hatte.

## Politische Einordnung
Die Burschenschaftliche Gemeinschaft ist das organisatorische Zentrum von Burschenschaften aus dem rechtsextremen Umfeld. Sie vertritt einen völkischen Nationalismus. Unter anderem wird immer wieder der Anschluss Österreichs gefordert. In der Schrift „Burschenschafter und nationale Identität“ wird vor einer „Überfremdung“ gewarnt und gefordert, jeden weiteren Zuzug von „Menschen aus anderen Kulturräumen“ zu unterbinden. Mit Henning Eichberg schrieb einer der führenden Verfechter des Ethnopluralismus mehrfach in den Burschenschaftlichen Blättern. Die BG gründete die rechtsextreme Zeitschrift „student“ und veranstaltet Seminare, die eine rechtsextreme Terminologie verwenden und rechtskonservativen bis rechtsextremen Referenten wie Caspar von Schrenck-Notzing und Franz Schönhuber eine Bühne bieten.
Die BG dominierte ab den achtziger Jahren die Deutsche Burschenschaft, sodass die liberal-konservativen Bünde schließlich 1996 austraten und sich im neuen Dachverband Neue Deutsche Burschenschaft (NDB) versammelten. Der wegen seiner politischen Tätigkeiten 2002 ausgeschlossene Burschenschafter und NPD-Funktionär Jürgen Schwab kommentierte, die Deutsche Burschenschaft sei nun „von liberalen Geschwülsten weitestgehend gesundgeschrumpft“, in nahezu allen DB-Verbindungen seien die Verbandsbrüder nun „national oppositionell“ gesinnt.
Auch öffentlich entzündet sich die Kritik an der BG regelmäßig an der Mitgliedschaft von Burschenschaften mit Verbindungen in den Rechtsextremismus, die (soweit sie ihren Sitz in der Bundesrepublik Deutschland haben) zum Teil auch unter der Beobachtung durch die deutschen Verfassungsschutzbehörden stehen. Vier der bundesdeutschen BG-Burschenschaften wurden durch diese im Zusammenhang mit Rechtsextremismus genannt. Namentlich erwähnt wurden die Burschenschaft Frankonia Erlangen, die Burschenschaft Germania Hamburg, die Burschenschaft Danubia München und die Burschenschaft Teutonia Prag zu Regensburg (heute Würzburg). Auch mehrere österreichische Burschenschaften wie die Wiener akademische Burschenschaft Olympia standen unter Beobachtung des dortigen Bundesamtes für Verfassungsschutz und Terrorismusbekämpfung und fanden auch in deutschen Verfassungsschutzberichten Erwähnung.
Unabhängig davon werden einzelne der BG-Burschenschaften immer wieder für völkische Bestimmungen kritisiert. So forderte etwa die Alte Breslauer Burschenschaft der Raczeks zu Bonn eine deutsche Abstammung als Voraussetzung zur Aufnahme in die Deutsche Burschenschaft sowie den Ausschluss der Mannheimer Burschenschaft Hansea aus der Deutschen Burschenschaft aufgrund eines chinesischstämmigen Mitglieds.

## Rezeption
Kritiker wie Andrea Nahles bezeichnen die BG als „völkischen Kampfverband“ und ihre Programmatik als „eindeutig biologistisch, völkisch und großdeutsch ausgerichtet. Nahezu sämtliche Bestandteile eines rechtsextremen Weltbildes finden sich in der burschenschaftlichen Weltanschauung“. Am 27. März 2006 beschloss der SPD-Parteivorstand einstimmig die Unvereinbarkeit einer gleichzeitigen Mitgliedschaft in einer BG-Burschenschaft und in der SPD.
Im August 2014 wurde die Burschenschaftliche Gemeinschaft vom Dresdner Akademikerball wegen Extremismus ausgeladen.

## Mitgliedsbünde

### Deutschland
- Brünner Burschenschaft Libertas zu Aachen
- Burschenschaft Thessalia zu Prag in Bayreuth
- Berliner Burschenschaft Arminia
- Berliner Burschenschaft Libertas
- Alte Breslauer Burschenschaft der Raczeks zu Bonn
- Erlanger Burschenschaft Frankonia
- Freiberger Burschenschaft Glückauf
- Burschenschaft Markomannia Aachen Greifswald
- Halle-Leobener Burschenschaft Germania
- Hamburger Burschenschaft Germania
- Burschenschaft Germania Halle zu Mainz
- Münchener Burschenschaft Cimbria
- Münchner Burschenschaft Danubia
- Burschenschaft Arkadia-Mittweida zu Osnabrück
- Prager Burschenschaft Teutonia zu Würzburg

### Österreich
- Akademische Burschenschaft Allemannia Graz
- Grazer akademische Burschenschaft Arminia
- Burschenschaft Carniola zu Graz
- Grazer akademische Burschenschaft Cheruskia
- Grazer akademische Burschenschaft Frankonia
- Akad. Burschenschaft Germania zu Graz
- Innsbrucker akademische Burschenschaft Brixia
- Akademische Burschenschaft Suevia Innsbruck
- Akademische Burschenschaft Leder Leoben
- Akademische Burschenschaft Germania Salzburg (seit 2003)[12]
- Akademische Burschenschaft Alania zu Wien (Altherrenverband)
- Akademische Burschenschaft Aldania Wien
- Wiener akademische Burschenschaft Albia
- Wiener akademische Burschenschaft Bruna Markomannia
- Wiener akademische Burschenschaft Gothia
- Wiener akademische Burschenschaft Libertas
- Wiener akademische Burschenschaft Moldavia
- Burschenschaft Nibelungia Wien
- Wiener akademische Burschenschaft Olympia
- Wiener akademische Burschenschaft Silesia
- Wiener akademische Burschenschaft Teutonia

## Ehemalige Mitgliedsbünde
- Münchener Burschenschaft Arminia, 1961–1971
- Burschenschaft Frisia Wilhelmshaven 1962–?
- Alte Darmstädter Burschenschaft Germania, 1973–1979
- Burschenschaft Ghibellinia Stuttgart, 1961–1985
- Münchener Burschenschaft Alemannia, 1961–1988
- Gießener Burschenschaft Germania, 1975–1990
- Aachener Burschenschaft Alania, 1961–1996
- Burschenschaft Dresdensia-Rugia Gießen, 1973–1985, 1989–1996
- Prager Burschenschaft Arminia zu Bochum 1961–2004/05[13]
- Burschenschaft Arminia Czernowitz zu Linz, Austritt 2009[14]
- Burschenschaft Ghibellinia zu Prag in Saarbrücken, 1962–2009
- Münsterer Burschenschaft Franconia, 1961–2012[15]
- Akademische Burschenschaft Oberösterreicher Germanen in Wien, Austritt 2012
- Berliner Burschenschaft Gothia (Aktivitas), Austritt November 2012[16]
- Karlsruher Burschenschaft Tuiskonia, 1962–2012
- Burschenschaft Normannia zu Heidelberg, 1962–2013
- Leobener akademische Burschenschaft Cruxia, Austritt 2013
- Burschenschaft Elektra Teplitz zu München, Austritt 2013[17]
- Münchener Burschenschaft Sudetia, Austritt 2013
- Grazer akademische Burschenschaft Marcho-Teutonia, Austritt 2014

## Website
- Archivierter Internetauftritt der Burschenschaftlichen Gemeinschaft

### Kritische Literatur
- Dietrich Heither: „In irgendeiner Form national oppositionell“. Ansichten, Akteure und Aktivitäten in der ,Deutschen Burschenschaft'. In: Wolfgang Gessenharter, Thomas Pfeiffer (Hersg.): Die neue Rechte: eine Gefahr für die Demokratie? VS Verlag für Sozialwissenschaften, Wiesbaden, 2004, ab S. 117, ISBN 3-8100-4162-9 (Buchauszug Google Books)
- Dietrich Heither: Burschenschaften – Rechte Netzwerke auf Lebenszeit. In: Stephan Braun, Daniel Hörsch (Hrsg.): Rechte Netzwerke – Eine Gefahr. VS Verlag für Sozialwissenschaften, Wiesbaden, 2004, ISBN 3-8100-4153-X, S. 133 ff.
- Dietrich Heither: Verbündete Männer. Die Deutsche Burschenschaft – Weltanschauung, Politik und Brauchtum, PapyRossa-Verlag, Köln 2000. ISBN 978-3-89438-208-7